# Atàrries
Atàrries (Atarrhias) fou un general macedoni que apareix esmentat per Quint Curci a les guerres d'Alexandre el Gran, i al qual Cassandre va enviar amb un exèrcit per rebutjar la invasió de Macedònia per Aecides de l'Epir el 317 aC.